# ディッケ模型
ディッケ模型（ディッケもけい、英: Dicke model）とは、量子光学において光と物質の相互作用を扱う基礎的なモデルの一つ。この模型で「光」は単一の量子モードとして、「物質」は2準位系の集合として記述される。ディッケ模型によれば、光と物質の結合の強さが臨界値を超えると平均場相転移を経て超放射相が現れる。この相転移はイジングユニバーサリティクラスに属し、共振器量子電磁力学の実験によって実証されている。超放射相転移はレーザー不安定性といくつかの点で類似しているが、異なるユニバーサリティクラスに属する相転移である。

## 解説
ディッケ模型は単一モードの空洞共振器と N 個の2準位系（N 個の1/2スピン自由度としても同じ）の結合を記述する量子力学的なモデルである。1973年にクラウス・ヘップとエリオット・H・リーブによって最初に提案された。その研究は自由空間における超放射光に関するロバート・H・ディッケの先駆的な業績に触発されていた。
量子力学におけるあらゆるモデルと同様に、ディッケ模型は量子状態の集合（ヒルベルト空間）と全エネルギーに関する演算子（ハミルトニアン）を含んでいる。ディッケ模型のヒルベルト空間は共振器の状態と2準位系集団の状態（正確にはそれらのテンソル積）からなる。共振器のヒルベルト空間は光子数 n のフォック状態 {\displaystyle |n\rangle } によって張られる。それぞれの状態は真空状態 {\displaystyle |n=0\rangle } に正準生成消滅演算子 a† および a を作用させて作られる。これらの演算子は共振器に光子1個を追加もしくは除去するはたらきがある。一つの2準位系の状態は「アップ」および「ダウン」で呼びわけられ、スピン演算子 {\displaystyle {\vec {\sigma }}_{j}=(\sigma _{j}^{x},~\sigma _{j}^{y},~\sigma _{j}^{z})} によって定義される。これらはスピン代数 {\displaystyle [\sigma _{j}^{x},~\sigma _{k}^{y}]=i\hbar \sigma _{j}^{z}\delta _{j,k}} を満たす。ここで ℏ は換算プランク定数、{\displaystyle j=(0,1,2,...,N)} は2準位系の番号を表す。
ディッケ模型のハミルトニアンは以下で与えられる。
{\displaystyle H=\hbar \omega _{\mathrm {c} }a^{\dagger }a+\omega _{z}\sum _{j=1}^{N}\sigma _{j}^{z}+{\frac {2\lambda }{\sqrt {N}}}(a+a^{\dagger })\sum _{j}\sigma _{j}^{x}\;}
第1項は共振器のエネルギーを表しており、共振器内の光子1個分のエネルギー {\displaystyle \hbar \omega _{\mathrm {c} }}（{\displaystyle \omega _{\mathrm {c} }} は共振器の周波数）と光子数 {\displaystyle n_{\mathrm {c} }=a^{\dagger }a} の積で与えられる。第2項は2準位系のエネルギーを表しており、{\displaystyle \hbar \omega _{z}} が準位間のエネルギー差である。最後の項は共振器と2準位系の結合項にあたり、2準位系の個数 N の平方根の逆数、および定数 λ の積に比例することが仮定されている。この仮定により {\displaystyle N\to \infty } の極限で相転移が起きる（下記参照）。結合項は回転項と反回転項の和として書くこともできる。回転項は {\displaystyle a\sigma ^{+}+a^{\dagger }\sigma ^{-}} に比例し、励起数が保存される過程を表す。反回転項は {\displaystyle a\sigma ^{-}+a^{\dagger }\sigma ^{+}} に比例する。ここで {\displaystyle \sigma ^{\pm }=\sigma ^{x}\pm i\sigma ^{y}} はスピン昇降演算子である。
式1のハミルトニアンはすべてのスピン自由度が同等である（準位間隔や共振器への結合がすべて等しい）と仮定している。それにより全スピン演算子が {\displaystyle S^{\alpha }=\sum _{j=1}^{N}\sigma _{j}^{\alpha }} と定義される（ {\displaystyle \alpha =x,y,z} ）。これはスピン代数 {\displaystyle [S^{x},S^{y}]=i\hbar S^{z}} を満たす。これらの演算子を用いて式1のハミルトニアンを書き直すと
となる。この記法では {\displaystyle S\leq N/2} であるような単一のスピン S を扱えばよく、ヒルベルト空間のサイズが {\displaystyle 2S+1} にしかならないため、N 個の1/2スピンをサイズ {\displaystyle 2^{N}} のヒルベルト空間で取り扱うのに比べて数値解析が簡便になる。
ディッケ模型には以下の変換 {\displaystyle {\mathcal {P}}} に関する大域的な対称性がある。
{\displaystyle {\mathcal {P}}:(a,\sigma ^{\pm })\to (-a,-\sigma ^{\pm })\;}
{\displaystyle {\mathcal {P}}} の二乗は1となる（2度続けて変換を行うと元の状態に戻る）ため、固有値は {\displaystyle 1} もしくは {\displaystyle -1} の二通りである。この対称性と関連する保存量として全励起数のパリティ  {\displaystyle P=(-1)^{N_{\mathrm {ex} }}} がある。ここで
{\displaystyle N_{\mathrm {ex} }=a^{\dagger }a+\sum _{j=1}^{N}\sigma _{j}^{z}\;}
である。このパリティ保存性は、ディッケ・ハミルトニアンの反回転項を除く各項が励起数を変化させず、反回転項も励起数を {\displaystyle \pm 2} ずつしか変化させない事実からも確かめられる。ディッケ模型の状態はこの対称性が保たれている場合「通常相」と、対称性が自発的に敗れている場合「超放射相」と呼ばれる。

### 関連するモデル
ディッケ模型は量子光学におけるほかのモデルと密接な関係がある。特に、ディッケ模型における2準位系の個数を {\displaystyle N=1} としたモデルはラビ模型と呼ばれる。またディッケ模型から反回転項を削除したモデルは、{\displaystyle N=1} ならばジェインズ＝カミングズ模型、{\displaystyle N>1} ならばタヴィス＝カミングズ模型と呼ばれる。これら二つのモデルは {\displaystyle U(1)} 対称性を持ち、励起数 {\displaystyle N_{\mathrm {ex} }} が保存される。この対称性が自発的に破れるとレーザー状態が生じる（後段参照）。
ディッケ模型とほかのモデルとの関係を以下の表に示す。
| モデル                     | 反回転項 | 対称性                         | 2準位系の数         |
| -------------------------- | -------- | ------------------------------ | ------------------- |
| ジェインズ＝カミングズ模型 | なし     | {\displaystyle U(1)}           | {\displaystyle N=1} |
| タヴィス＝カミングズ模型   | なし     | {\displaystyle U(1)}           | {\displaystyle N>1} |
| ラビ模型                   | あり     | {\displaystyle {\mathcal {P}}} | {\displaystyle N=1} |
| ディッケ模型               | あり     | {\displaystyle {\mathcal {P}}} | {\displaystyle N>1} |

## 超放射相転移

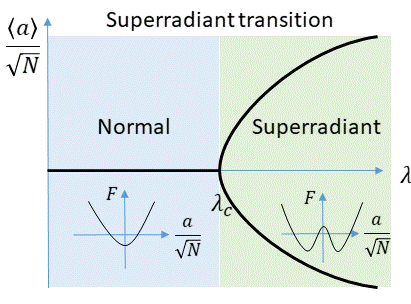
ディッケ模型における相転移の秩序変数の模式図。秩序変数は通常相においてゼロ、超放射相では有限値となる。インセットはそれぞれの相における自由エネルギー（式(5)）を表す。

ディッケ模型を用いた初期の研究は平衡状態の性質を対象にしていた。それらの研究は {\displaystyle N\to \infty } の極限（「熱力学的極限」とも呼ばれる）を考え、熱力学的な分配関数 {\displaystyle Z=\exp(-H/k_{\mathrm {B} }T)} を仮定していた。ここで {\displaystyle k_{\mathrm {B} }} はボルツマン定数、{\displaystyle T} は温度である。このとき、結合定数 {\displaystyle \lambda } が臨界値 {\displaystyle \lambda _{\mathrm {c} }} を超えるとディッケ模型が超放射相転移として知られる二次相転移を起こすことが発見された。ヘップとリーブによる最初の導出では反回転項が無視されていたため、扱われていたモデルは実際にはタヴィス＝カミングズ模型であった（前節参照）。その後、完全なディッケ模型の研究により、反回転項が含まれる場合にも相転移が起きるものの、臨界結合定数は異なることが判明した。
超放射相転移では式3で定義されるパリティ対称性 {\displaystyle {\mathcal {P}}} が自発的に破れる。相転移の秩序変数は {\displaystyle \langle {a}\rangle /{\sqrt {N}}} である。熱力学的極限においては、秩序変数は通常相でゼロに近づき、超放射相では二つの取りうる値のどちらかに近づく。二つの値は互いに逆位相の共振器場状態に対応している（式3に表されているように、互いに逆の x 成分を持つスピン状態に対応していとも言える）。超放射相転移の近傍では、秩序変数は {\displaystyle \lambda } に {\displaystyle \langle {a}\rangle /{\sqrt {N}}\sim (\lambda _{\mathrm {c} }-\lambda )^{-1/2}} のように依存する。この依存性は平均場理論でいう臨界指数 {\displaystyle \beta =1/2} に対応する。

### 超放射相転移の平均場的な取り扱い
超放射相転移を理論的に扱うもっとも単純な方法は平均場近似である。共振器場の演算子をその期待値で置き換える近似であり、熱力学的極限においては厳密に正しい。このとき式1のディッケ・ハミルトニアンはそれぞれ異なる2準位系に作用する独立な項の総和となり、それらを個別に対角化することができる。熱的平衡（前段参照）において2準位系ごとの自由エネルギー F は
{\displaystyle F\left({\frac {\langle a\rangle }{\sqrt {N}}}=\alpha \right)=\omega _{\mathrm {c} }\alpha ^{2}-k_{\mathrm {B} }T\ln \left(2\cosh \left({\frac {\sqrt {\omega _{z}^{2}+16\lambda ^{2}\alpha ^{2}}}{2k_{\mathrm {B} }T}}\right)\right)}
となる。相転移の臨界結合定数は {\displaystyle dF/d\alpha (\alpha =0)=0} の条件から
{\displaystyle \lambda _{\mathrm {c} }={\frac {1}{2}}{\sqrt {\omega _{\mathrm {c} }\omega _{z}\coth \left({\frac {\hbar \omega _{z}}{2k_{\mathrm {B} }T}}\right)}}}
と求められる。{\displaystyle \lambda <\lambda _{\mathrm {c} }} の場合 F の極小は一つで、{\displaystyle \lambda >\lambda _{\mathrm {c} }} ならば極小が二つに分かれる。{\displaystyle T\to 0} の極限を取ることで、ゼロ温度における超放射相転移の臨界結合定数が {\displaystyle \lambda _{\mathrm {c} }={\sqrt {\omega _{\mathrm {c} }\omega _{z}}}/2} と求められる。

## 半古典極限とカオス

### 半古典極限
原子のヒルベルト空間が対称な部分空間に限定されているディッケ模型では、以下に示す光子状態と原子状態のテンソル積によって相空間を構成することができる。光子はグラウバーのコヒーレント状態
で表される。ここで{\textstyle D(q,p)=e^{-{\frac {S}{4}}\left(q^{2}+p^{2}\right)}\exp \left({\sqrt {\frac {S}{2}}}\left(q+ip\right)a^{\dagger }\right)}は変位演算子、{\textstyle \left\vert 0\right\rangle } はフォック真空状態である。原子はSU(2)コヒーレント状態
で表される。ここで {\textstyle R(Q,P)=\left(1-{\frac {Q^{2}+P^{2}}{4}}\right)^{S}\exp \left({\sqrt {\frac {1}{4-Q^{2}-P^{2}}}}\left(Q+iP\right){\frac {S^{+}}{\hbar }}\right)} はブロッホ球における回転演算子であり、{\textstyle Q^{2}+P^{2}\leq 4} の条件がある。{\displaystyle \left\vert {S,-S}\right\rangle } はすべての原子が基底状態にある状態である。これらのテンソル積により正準座標 {\textstyle (q,p)} および {\displaystyle (Q,P)} を持つ4次元相空間が得られる。
この状態に対して式2で与えられるディッケ・ハミルトニアンの期待値を取ることで、古典的なハミルトニアン
が得られる。{\displaystyle N\to \infty } の極限では、式2の量子ハミルトニアンで表される量子的ダイナミクスと、式9で与えられる古典的ダイナミクスが一致する。系のサイズが有限なら、古典的挙動と量子的挙動との対応は、{\displaystyle N} に反比例するある長さの時間（エーレンフェスト時間）を超えると破綻する。

### 量子カオス

リアプノフ指数が正となる（カオス的な）古典軌道の割合を、粒子当たりのエネルギー および結合定数 （臨界結合定数 で割っている）の関数として示したグラフ。パラメータは と設定している。

ディッケ模型は量子描像と古典描像の対応や量子カオスを研究するための理想的な系となる。
式9で与えられる古典系はパラメータ {\textstyle \lambda }、{\textstyle \omega _{\mathrm {c} }}、{\textstyle \omega _{z}} やエネルギー {\textstyle E} の値によってカオス的にも規則的にもふるまう。通常領域でも超放射領域でもカオスが生じうることには注意が必要である。
近年、カオス的領域において、ならびに規則的領域の不安定点において、非時間順序相関関数の指数関数的な成長速度が古典的なリアプノフ指数と一致することが発見された。さらに、極度に非局在化されたエネルギー固有基底を持つ初期コヒーレント状態の生存確率（すなわち、時間経過後の自分自身との忠実度）の時間発展はランダム行列理論によって良く記述される一方で、量子スカーの影響を強く受ける初期コヒーレント状態ではエルゴード性が破られることが分かった。

## 開放ディッケ模型
式1のディッケ模型は共振器モードと2準位系が外部環境から完全に孤立していることを前提としていた。実際の実験では、自由空間の光モードとの結合によって共振器光子の損失や2準位系の緩和（散逸チャネル）が生じるため、この前提は成り立たない。この種の実験では共振器モードと2準位系の間に結合を作るために駆動場（レーザー場）を用いていることにも注意が必要である。そのような散逸チャネルは環境自由度との結合を新たに導入することで記述される。それらの外部自由度のダイナミクスを平均することで解放量子系の運動方程式が得られる。標準的なボルン＝マルコフ近似に従うなら、系のダイナミクスはリンドブラッド型の量子マスター方程式
{\displaystyle {\frac {d\rho }{dt}}=-{i \over \hbar }[H,\rho ]+\sum _{\alpha }\gamma _{\alpha }\left(L_{\alpha }\rho L_{\alpha }^{\dagger }-{\frac {1}{2}}\left\{L_{\alpha }^{\dagger }L_{\alpha },\rho \right\}\right)}
によって記述される。ここで {\displaystyle \rho } はその系の密度行列、{\displaystyle L_{\alpha }} は緩和チャネル {\displaystyle \alpha } に関するリンドブラッド演算子、{\displaystyle \gamma _{\alpha }} は緩和レートである。ハミルトニアン {\displaystyle H} が式1で与えられる場合、このモデルは開放ディッケ模型と呼ばれる。
実験において一般的に見られる緩和過程を以下に示す。
| -                    | 共振器エネルギー緩和    | 原子エネルギー緩和                    | 原子位相緩和                      | 協調的緩和 (Collective decay)              |
| -------------------- | ----------------------- | ------------------------------------- | --------------------------------- | ------------------------------------------ |
| リンドブラッド演算子 | {\displaystyle L=a}     | {\displaystyle L=\sigma _{i}^{-}}     | {\displaystyle L=\sigma _{i}^{z}} | {\displaystyle L=\sum _{i}\sigma _{i}^{-}} |
| 緩和レート           | {\displaystyle \kappa } | {\displaystyle \gamma _{\downarrow }} | {\displaystyle \gamma _{\phi }}   | {\displaystyle \Gamma _{\downarrow }}      |

このモデルを用いた理論的な取り扱いでは {\displaystyle d\rho /dt=0} となる定常状態を考えることが多い。{\displaystyle N\to \infty } の極限において、解放ディッケ模型の定常状態は連続相転移を起こす。これは一般に非平衡超放射相転移と呼ばれる。この相転移の臨界指数は有限温度における平衡超放射相転移と等しい（したがってゼロ温度での超放射相転移とは異なる）。

### 超放射相転移とディッケ超放射

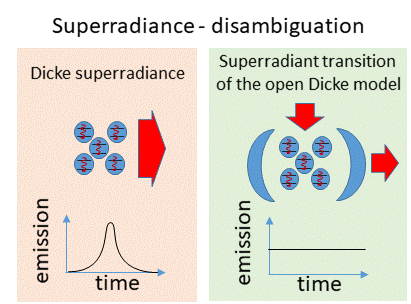
ディッケ超放射（左）およびディッケ模型における超放射相転移（右）の模式図。

開放ディッケ模型における超放射相転移と関連しているが異なる現象にディッケ超放射がある。
ディッケ超放射とは自由空間に置かれた多数の2準位系がコヒーレントに光子を放出する集団的現象である。2準位系が初期状態として励起状態にあり、2準位系間の距離が関連する光子の波長よりも十分に小さい場合に起きる。これらの条件の下では2準位系の自発的な崩壊が非常に早くなり、大振幅の短い光パルスが放出される。理想的な条件においてパルスの持続時間は2準位系の数 {\displaystyle N} に反比例し、放出される光の最大強度は {\displaystyle N^{2}} に比例する。これに対して、{\displaystyle N} 個の独立な2準位系からの自発放出では崩壊時間は {\displaystyle N} に依存せず、パルス強度は {\displaystyle N} に比例する。
前記の通り、開放ディッケ模型が対象としているのは量子化された空洞共振器と結合し、かつ外部からポンピングを受けている2準位系である。通常相において共振器場の強度は原子数 {\displaystyle N} に比例することはないが、超放射相においては {\displaystyle \langle a^{\dagger }a\rangle \sim N} が成り立つ。
ディッケ超放射、およびディッケ模型における超放射相転移のスケーリング則を以下の表に示す。
|                      | 超放射                | ディッケ模型における超放射相転移 |
| -------------------- | --------------------- | -------------------------------- |
| 環境                 | 自由空間              | 共振器                           |
| 持続                 | 一時的                | 定常的                           |
| 電場強度（通常相）   | {\displaystyle N}     | {\displaystyle 1}                |
| 電場強度（超放射相） | {\displaystyle N^{2}} | {\displaystyle N}                |

## 実験的実現

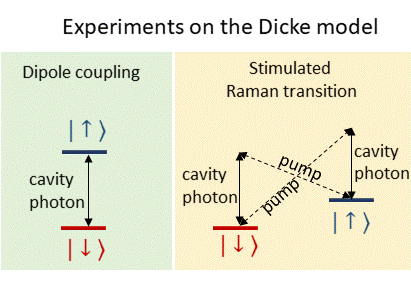
ディッケ模型を実験的に実現する二つの方法を説明した概念図。左: 二つの準位が双極子相互作用によって結合する平衡なアプローチ。右: 2光子過程（誘導ラマン散乱）に基づく非平衡なアプローチ。ディッケ模型の実現には後者が用いられている。

共振器との間に双極子相互作用がはたらく2準位原子はディッケ模型をもっとも単純に実現する。しかしこの系で超放射相転移を観測するには障害が二つ考えられる。(1) 通常、原子と共振器の結合は素のままでは弱く、式6の臨界値を得るには不十分である。(2) この物理系を正確にモデル化するには {\displaystyle A^{2}} 項を取り入れなければいけないが、この項は（ある「no-go定理（何らかの物理現象の禁止に関する法則）」によれば）超放射相転移を阻害する可能性がある。これら二つの制約は、原子に外部ポンピングを施すとともに適切な回転座標系において有効なディッケ模型を構成することによって回避できる。
2010年、開放ディッケ模型における超放射相転移が光共振器中にトラップされた中性ルビジウム原子を用いて実験的に観測された。この種の実験では、原子系と共振器系の間の結合は、それらの間の直接的な双極子相互作用にはよらない。その代わりに原子は外部ポンピング光によって誘導ラマン遷移を誘起される。誘導ラマン遷移は2光子過程で、2準位系の状態がダウンからアップに（またはその逆に）遷移すると同時に共振器に光子が放出（または吸収）される。実験ではポンピング強度がある臨界値を超えると共振器中の光子数が急激に上昇することが確認され、しきい値がディッケ模型の臨界結合定数と関連付けられた。
この種の実験では、ダウン／アップ状態を表す物理的状態の選び方が2種類あった。いくつかの実験では、異なる運動量を持つ原子が二つの状態に対応しており、ダウン状態は運動量ゼロのボース＝アインシュタイン凝縮状態、アップ状態は共振器光子1個とポンピング光子1個の運動量の和に等しい運動量を持つ状態にあたる。後期の実験では異なる超微細構造準位を持つ磁場中ルビジウム原子が利用され、それにより一般化ディッケ模型（下記参照）の研究が可能になった。いずれの方式でも系は時間依存性を持ち、（一般化）ディッケ・ハミルトニアンはポンピング周波数で回転する座標系において実現されている。

## 一般化ディッケ模型とレーザー不安定性
ディッケ模型は式1のハミルトニアンへの追加項を考えることで一般化できる。例として、2018年には独立に調整可能な回転項と反回転項を持つ開放ディッケ模型が実験的に実現された。この一般化ディッケ模型は超放射相転移に加えて "inverted lasing" や "counter-lasing" と呼ばれる特殊なレーザー不安定性を示す。この遷移はディッケ模型の反回転項によって引き起こされるもので、回転項よりも反回転項の方が大きい場合に顕著となる。
このレーザー不安定性は非平衡超放射相転移との間に類似点と相違点の両方を持っている。どちらも平均場的な転移であって1自由度のダイナミクスによって理解できるが、超放射相転移が超臨界ピッチフォーク分岐にあたるのに対し、レーザー不安定性はホップ分岐にあたる。二つの分岐の最大の違いは、前者では転移後に二つの安定解が生じる一方で、後者は周期的な解（リミットサイクル）に落ち込む点である。その結果、共振器場は超放射相においては（ポンプ場の座標系から見れば）静的であるが、レーザー相においては周期的な振動を示す。